# Alphapapillomavirus
Die Gattung Alphapapillomavirus fasst Viren aus der Familie Papillomaviridae zusammen, deren Gen für das virale E5-Protein (englisch early protein 5) innerhalb dieser Gruppe hochkonserviert ist. Sie werden dadurch von Papillomviren mit einer bovinen E5-Variante oder ohne E5-Protein abgrenzt. Das E5-Protein interagiert bei der Virusvermehrung mit dem zellulären EGF-Rezeptor. Mitglieder der Gattung infizieren vorwiegend Mund- und Anogenitalschleimhaut bei Menschen und anderen Primaten (Schimpansen, Bonobos, Rhesusaffen). Unter ihnen finden sich die wichtigsten Humanen Papillomviren (HPV). Die Gattung Alphapapillomavirus ist die artenreichste innerhalb der Familie und steht der Gattung Betapapillomavirus phylogenetisch am nächsten.
Ein neues Virusisolat bei Polarbären steht der Gattung Alphapapillomavirus sehr nahe. Eine phylogenetisch sehr archaische und der Gattung nahestehende Genomsequenz zeigte ein Isolat bei Hausschweinen. Beide Isolate wurde aber noch nicht vorläufig als Spezies der Gattung klassifiziert.

## Systematik
Die Systematik der Gattung Alphapapillomavirus wurde inzwischen (ICTV Stand November 2018) neu gegliedert in Speziesnamen Alphapapillomavirus 1 bis 14.
Familie Papillomaviridae
- Gattung Alphapapillomavirus
  - Spezies Alphapapillomavirus 1
    - Humanes Papillomvirus 32 (HPV-32) und HPV-42

  - Spezies Alphapapillomavirus 2
    - Humanes Papillomvirus 10 (HPV-10) und HPV-28, HPV-29, HPV-77, HPV-78, HPV-94, HPV-117, HPV-125, HPV-160

  - Spezies Alphapapillomavirus 3
    - Humanes Papillomvirus 61 (HPV-61) und HPV-62, HPV-72, HPV-81, HPV-83, HPV-84, HPV-86, HPV-87, HPV-89, HPV-102, HPV-114

  - Spezies Alphapapillomavirus 4
    - Humanes Papillomvirus 2 (HPV-2) und HPV-27, HPV-57

  - Spezies Alphapapillomavirus 5
    - Humanes Papillomvirus 26 (HPV-26) und HPV-51, HPV-69, HPV-82

  - Spezies Alphapapillomavirus 6
    - Humanes Papillomvirus 30 (HPV-30) und HPV-53, HPV-56, HPV-66

  - Spezies Alphapapillomavirus 7
    - Humanes Papillomvirus 18 (HPV-18) und HPV-39, HPV-45, HPV-59, HPV-85, HPV-68, HPV-70, HPV-97

  - Spezies Alphapapillomavirus 8
    - Humanes Papillomvirus 7 (HPV-7) und HPV-40, HPV-43, HPV-91

  - Spezies Alphapapillomavirus 9
    - Humanes Papillomvirus 16 (HPV-16) und HPV-31, HPV-33, HPV-35, HPV-52, HPV-58, HPV-67

  - Spezies Alphapapillomavirus 10
    - Humanes Papillomvirus 6 (HPV-6) und HPV-11, HPV-13, HPV-44, HPV-74, Zwergschimpansen-Papillomvirus 1 (Pan paniscus papillomavirus 1)

  - Spezies Alphapapillomavirus 11
    - Humanes Papillomvirus 34 (HPV-34) und HPV-73

  - Spezies Alphapapillomavirus 12
    - Rhesusaffen-Papillomvirus 1 (RhPV-1) alias Macaca mulata papillomavirus 1 (MmPV1) und Javaneraffen-Papillomvirus 3 alias Macaca fascicularis papillomavirus 3 (MfPV3), MfPV4, MfPV5, MfPV6, MfPV7, MfPV8, MfPV9, MfPV10, MfPV11, sowie Papio hamadryas papillomavirus 1 (PhPV1) und Japanmakaken-Papillomvirus 1 alias Macaca fuscata papillomavirus 1 (MfuPV1)

  - Spezies Alphapapillomavirus 13
    - Humanes Papillomvirus 54 (HPV-54)

  - Spezies Alphapapillomavirus 14

Humanes Papillomvirus 71 (HPV-71) und HPV-90, HPV-106 sowie Colobus guereza papillomavirus 1 (CgPV1)